# 鷹師
鷹師（たかし）は、鹿児島県鹿児島市の町丁。旧鹿児島府下鷹師馬場町、鹿児島市鷹師馬場町。郵便番号は890-0043。人口は985人、世帯数は551世帯（2020年4月1日現在）。鷹師一丁目及び鷹師二丁目が設置されており、鷹師一丁目及び鷹師二丁目の全域で住居表示を実施している。

## 地理
鹿児島市の中部、甲突川中流域に位置している。
町域の北方には新照院町、南方には西田、西方には薬師、東方には平之町がそれぞれ接している。町域の中央を南北に鹿児島本線が通っている。

### 河川
- 甲突川

## 歴史

### 近代
西田町（現在の西田）の北側に御物方・兵具方に勤める下級武士の士屋敷として作られたとされる。「鷹師」という地名は明治時代の初期より見え、鹿児島府下鷹師馬場町と称していた。

### 市制施行以後
1888年（明治21年）に公布された市制（明治21年法律第1号）に基づき、1889年（明治22年）2月2日に官報に掲載された「 市制施行地」（内務省告示第1号）によって鹿児島が市制施行地に指定された。3月5日には鹿児島県令第26号によって鹿児島郡のうち50町村が市制による鹿児島市の区域と定められ、4月1日に市制が施行されたのに伴い、鹿児島郡50町村（山下町、平之馬場町、新照院通町、長田町、冷水通町、上竜尾町、下竜尾町、池之上町、鼓川町、稲荷馬場町、清水馬場町、春日小路町、車町、恵美須町、小川町、和泉屋町、浜町、向江町、栄町、柳町、易居町、中町、金生町、東千石馬場町、西千石馬場町、汐見町、泉町、築町、生産町、六日町、新町、松原通町、船津町、呉服町、大黒町、堀江町、住吉町、新屋敷通町、加治屋町、山之口馬場町、樋之口通町、薬師馬場町、鷹師馬場町、西田町、上之園通町、高麗町、下荒田町、荒田村、西田村、塩屋村）の区域より鹿児島市が成立した。それまでの鷹師馬場町は鹿児島市の町「鷹師馬場町」となった。1899年（明治32年）には馬場の字を除いた「鷹師町」に改称した。
1962年（昭和37年）に住居表示に関する法律が施行されたのに伴い、鹿児島市は鹿児島市街地域の住居表示に着手した。西鹿児島駅前一帯（中洲工区）において町界町名の変更が実施されることとなり、1970年（昭和45年）に鷹師町の一部より「鷹師一丁目」が設置された。1976年（昭和51年）7月5日には城西地区で住居表示が実施されたのに伴い鷹師町及び薬師町の各一部より「鷹師二丁目」が設置され、鷹師町の一部は薬師一丁目、城西一丁目の各一部となった。この城西地区の住居表示実施に伴う町域再編によって「鷹師町」は廃止された。

### 町域の変遷
| 実施後             | 実施年             | 実施前                         |
| ------------------ | ------------------ | ------------------------------ |
| 鷹師一丁目（新設） | 1970年（昭和45年） | 鷹師町（一部）                 |
| 鷹師二丁目（新設） | 1976年（昭和51年） | 鷹師町（一部）・薬師町（一部） |
| 薬師一丁目（新設） | 1976年（昭和51年） | 薬師町（一部）・鷹師町（一部） |
| 城西一丁目（新設） | 1976年（昭和51年） | 鷹師町（一部）・薬師町（一部） |

## 人口

### 丁目別
|            | 世帯数 | 人口 |
| ---------- | ------ | ---- |
| 鷹師一丁目 | 254    | 445  |
| 鷹師二丁目 | 297    | 540  |
| 計         | 551    | 985  |

### 国勢調査
以下の表は国勢調査による小地域集計が開始された1995年以降の人口の推移である。
| 年                 | 人口 |
| ------------------ | ---- |
| 1995年（平成7年）  | 850  |
| 2000年（平成12年） | 854  |
| 2005年（平成17年） | 788  |
| 2010年（平成22年） | 903  |
| 2015年（平成27年） | 885  |

## 小・中学校の学区
市立小・中学校に通う場合、学区（校区）は以下の通りとなる。
| 町丁       | 番・番地 | 小学校               | 中学校               |
| ---------- | -------- | -------------------- | -------------------- |
| 鷹師一丁目 | 全域     | 鹿児島市立西田小学校 | 鹿児島市立城西中学校 |
| 鷹師二丁目 | 全域     | 鹿児島市立西田小学校 | 鹿児島市立城西中学校 |

## 関係する人物

### 出身
- 宮之原謙（陶芸家）[22]

### 居住
- 税所敦子（歌人・女官）